# Фабрициус, Ян Фрицевич
Ян Фри́цевич Фабри́циус (латыш. Jānis Fabriciuss; 14 [26] июня 1877, около Злекас, ныне Вентспилсского района Латвии — 24 августа 1929, около Сочи) — командир и комиссар Красной армии во время Гражданской войны, командир 14-й категории высшего начсостава РККА.

## Биография
Родился 14 (26) июня 1877 года в семье латышского крестьянина-батрака в Злекском поместье Виндавского уезда Курляндской губернии.
В революционном движении с 1891 года, когда принял участие в «картофельном бунте» — забастовке рабочих в Виндаве. В 1894 году закончил рижскую Александровскую гимназию. С 1898 по 1900 годах — на действительной службе в Русской императорской армии, служил в Литовском лейб-гвардии полку.
После увольнения в запас работал на рижском машиностроительном заводе. Член РСДРП с 1903 года. В 1904 году был осуждён рижским окружным судом на четыре года каторжной тюрьмы с последующей высылкой в Якутию. В 1913—1915 годах он отбывал ссылку на Сахалине, работал лесничим в посёлке Красный Яр.
В 1915 году вновь призван на военную службу и зачислен в 1-й латышский стрелковый полк. Воевал с полком на Северном фронте, был 4 раза ранен. Дослужился до чина старшего унтер-офицера. По другим же публикациям постсоветского времени, к Февральской революции Фабрициус ещё находился на Сахалине, с марта 1917 года — член Комитета общественной безопасности, с апреля член правления рабочего бюро поста Александровск, с 23 апреля 1917 года член Сахалинского Совета рабочих и солдатских депутатов, после чего отправляется в столицу. 2 сентября зачислен в 4-ю роту 1-го Усть-Двинского латышского стрелкового полка из 725-й Пензенской дружины ополчения, во время октябрьских событий 1917 года — на Рижском фронте, в районе мызы Зегевольд Венденского уезда Лифляндской губернии.
С октября 1917 года — председатель полкового комитета. С января 1918 года член ВЦИК. С февраля 1918 года — командир Гдовского отряда, военком Гдовско-Торошинского района, председатель ВРК Псковского уезда, отличился в боях против немецких интервентов и мятежных формирований под командованием С. Н. Булак-Балаховича. В конце 1918 года — начале 1919 года комиссар 2-й Новгородской стрелковой дивизии при освобождении Латвии.
13 февраля 1919 года Ян Фабрициус был награждён орденом Красного Знамени № 4, став одним из первых кавалеров высшей награды (на тот момент) РСФСР, а по другим данным — награждён орденом за № 3.
С февраля 1919 года военком 10-й стрелковой дивизии в боях в Эстонии. С августа 1919 года начальник Ливно-Елецкого района обороны по борьбе с конницей К. К. Мамонтова во время её рейда в тыл советских войск. С октября 1919 года командир 48-й стрелковой бригады 16-й стрелковой дивизии 8-й армии РККА, принимал участие в разгроме войск генерала А. И. Деникина и в советско-польской войне. С января 1921 года начальник и военком 43-х Объединённых курсов комсостава РККА. Делегат X съезда партии, участник подавления Кронштадтского восстания 1921 года в качестве командира 501-го стрелкового полка.
В 1922—1923 годах — начальник Объединённой белорусской военной школы имени ЦИК БССР (Минск). После войны — командир 2-й (9-й) Донской стрелковой дивизии (1923). С января 1924 года — командир 17-го стрелкового корпуса в составе Украинского военного округа.
Командир 4-го стрелкового корпуса в Витебске (1927—1928), с 1928 года помощник командующего Кавказской Краснознамённой армией (ККА). С 1927 года член Центральной контрольной комиссии (ЦКК) ВКП(б).
Погиб 24 августа 1929 года, спасая тонущих пассажиров (отдал свой спасательный жилет) самолёта К-4, потерпевшего авиакатастрофу и упавшего в море вблизи города Сочи. Похоронен 1 сентября 1929 в Тифлисе.
Ян Фабрициус — первый четырёхкратный кавалер высшей государственной награды (на тот момент) — ордена Красного Знамени. Первый орден вручён в 1919 году «За непрерывную самоотверженную работу на фронте в огне», второй — «За отличие в прорыве обороны белополяков под Сморгонью 14 июля 1920 г.», третий — «за участие в подавлении Кронштадтского мятежа», четвёртый — «за бои при наступлении на Варшаву и последующие арьергардные бои» в 1921 году. По официальной версии, орден Красного Знамени за № 4 был вручён Яну Фабрициусу в 1919 году. По другой версии, этот орден ему был приписан позже, уже задним числом.

## Награды
- Четыре ордена Красного Знамени (в то время это была высшая государственная награда; 1919; 13 октября 1920; 23 марта 1921; 31 декабря 1921)[18].
- Почётное оружие.

## Память
- В его честь названа улица в муниципальном районе Южное Тушино Северо-Западного округа Москвы; улицы в Минске, в Полоцке, Пскове, Гдове, Липецке, Ельце, Сочи, Невельске, Луге, Донецке, Макеевке, в Темрюке, Усть-Каменогорске (во всех пятнадцати сохранились поныне, — 2017). А также в городе Огре, Латвия (переименована в 2022). В советское время улицы его имени были в нескольких городах Украины (в Виннице и Харькове) и в Баку (ныне переименованы).
- Его именем называлась площадь в Риге (1950—1990, ныне пл. Вашингтона).
- Его именем назван санаторий Министерства обороны РФ в Сочи; маленький памятник на территории санатория в сохранности.
- В 1929 году имя Я. Фабрициуса было присвоено 96-й стрелковой дивизии.
- Его имя носило Даугавпилсское высшее военное авиационное инженерное училище (расформировано в 1993 году)
- Его именем был назван колёсный пароход Днепровского речного пароходства[источник не указан 105 дней].
- Памятник в Вентспилсе, открыт 21 февраля 1954 года, скульптор Я. Зариньш.
- Памятник у ж/д станции Кемери (не сохранился).
- В 1967 году на родном хуторе Фабрициуса Вангстрейбеи Злекской волости был открыт мемориальный музей, а в 1977 году — бюст (скульптор К. Дане, снесён).
- Бюст в Риге в парке Коммунаров (1972, скульптор В. Зевалде, снесён). Копия бюста в 1987 году была открыта в посёлке Злекас (демонтирована в 1991).
- Памятник (в полный рост) в городе Гдов Псковской области.
- Транспорт «Фабрициус» (бывший грузовой пароход «Саида»).
- В СССР издательством «ИЗОГИЗ» была выпущена открытка с его портретом.
- В 1969 году издательством «Советский художник» был выпущен набор открыток "Герои Гражданской войны", одна из открыток (с краткой биографией) была посвящена Я. Ф. Фабрициусу.

### Киновоплощения
- «Прикосновение» (СССР, 1973) — Гунар Цилинский

Ян Фабрициус на открытке ИЗОГИЗ, СССР, 1961 г.
Памятник Я. Фабрициусу в центре Вентспилса.
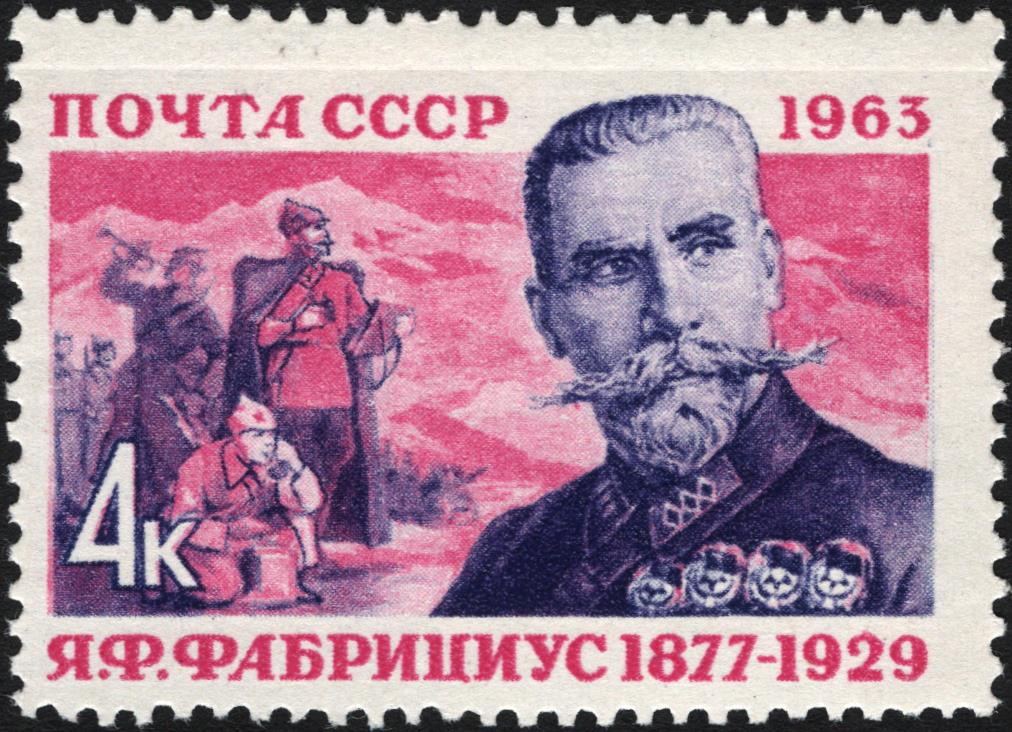
Почтовая марка СССР, посвящённая Я. Ф. Фабрициусу, 1963.  (ЦФА [АО «Марка»] #2825; Sc #2706)